# Stand Up For Europe
Stand Up For Europe ist eine euroföderalistische Bürgerbewegung, die für die Förderung der europäischen Demokratie und Einheit eintritt.

## Geschichte
Die Organisation wurde am 3. Dezember 2016 auf dem 6. Europäischen Föderalistischen Konvent in Brüssel gegründet und ging aus der Vereinigung dreier pro-europäischer Organisationen hervor: Stand up for the United States of Europe, der Europäischen Föderalistischen Partei und United States of Europe Now.

## Organisation
Die Organisation ist eine Vereinigung ohne Gewinnerzielungsabsicht („Association sans but lucratif“, ASBL)  und in Brüssel registriert. Als Gründer sind Richard Laub, Georgios Kostakos, Olivier Boruchowitch und Pietro De Matteis eingetragen.
Die Organe sind: (i) Generalversammlung, (ii) Hauptvorstand, (iii) Beirat, (iv) Schiedskommission, (v) Rechnungsprüfer, und (vi) Ombudsmann. Die Generalversammlung wird einmal pro Kalenderjahr zwischen November und Februar einberufen. Sie ernennt die Mitglieder des Hauptvorstands mit einfacher Mehrheit für eine verlängerbare Periode eines Jahres. Der Hauptvorstand beinhaltet das Amt des Präsidenten, des Vize-Präsident, des Generalsekretärs und des Schatzmeisters.
Die Organisation versteht sich nach Eigenangaben als urbane Bürgerbewegung. Die Organisationsstruktur ist daher lokal orientiert. Die Aktivitäten gehen primär von den 30 Städteteams und sieben Universitätsgruppen (Stand: Mai 2017) aus. In Deutschland gibt es derzeit Teams in Berlin und München. Stand Up veröffentlicht regelmäßig Pressemitteilungen, einen Newsletter und ein Onlinemagazin namens Europe Today. Darüber hinaus verwendet Stand Up For Europe intensiv soziale Medien wie Facebook, Twitter, LinkedIn, YouTube und Instagram, um seine Inhalte und Botschaft zu verbreiten.